# Horcajo de los Montes
Horcajo de los Montes település Spanyolországban, Ciudad Real tartományban. Horcajo de los Montes Alcoba, Navalpino, Villarta de los Montes, Helechosa de los Montes, Los Navalucillos és Navas de Estena községekkel határos. Lakosainak száma 795 fő (2024).

## Népesség
A település népessége az elmúlt években az alábbi módon változott:
| Lakosok száma | 1083 | 1057 | 985  | 972  | 1019 | 961  | 958  | 883  | 826  | 795  |
|               | 2001 | 2004 | 2006 | 2009 | 2011 | 2014 | 2016 | 2019 | 2021 | 2024 |